# Den gode dinosaurien
Den gode dinosaurien (engelska: The Good Dinosaur) är en amerikansk 3D-animerad film från 2015 regisserad av Peter Sohn. FIlmen producerades av Pixar och distribueras av Walt Disney Pictures.

## Handling
I en alternativ historia där jorden aldrig krockade med en asteroid och dinosaurierna aldrig dog ut, förlorar en ung apatosaurus vid namn Arlo sin far i en tragisk olycka. En dag faller Arlo ned i en flod, blir knockad av en sten och flyter långt bort från sitt hem. När Arlo försöker hitta tillbaka till Klotandsberget (Clawed-Tooth Mountains) blir han vän med ett människobarn med djurliknande drag som han döper till Pricken (Spot).